# Rolls-Royce Silver Spirit
O Rolls-Royce Silver Spirit é um sedan de porte grande da Rolls-Royce.